# Surface de vente
 (janvier 2021).
Si vous disposez d'ouvrages ou d'articles de référence ou si vous connaissez des sites web de qualité traitant du thème abordé ici, merci de compléter l'article en donnant les références utiles à sa vérifiabilité et en les liant à la section « Notes et références ».
 (signalé en juillet 2025).
Si vous disposez d'ouvrages ou d'articles de référence ou si vous connaissez des sites web de qualité traitant du thème abordé ici, merci de compléter l'article en donnant les références utiles à sa vérifiabilité et en les liant à la section « Notes et références ».
- Archive Wikiwix
- Bing
- Cairn
- DuckDuckGo
- E. Universalis
- Gallica
- Google
- G. Books
- G. News
- G. Scholar
- Persée
- Qwant
- (zh) Baidu
- (ru) Yandex
- (wd) trouver des œuvres sur Wikidata

La surface de vente est, dans le monde du commerce, la surface destinée à la vente de produits et/ou de services. Elle est principalement mesurée en mètre carré (m²).
Ce qui est entre  100  et   350 m2 est un magasin de ville.
Ce qui est entre 350  et   2 500 m2 est un supermarché.
Et ce qui est entre 2 500  et   10 000 m2 est un hypermarché.
On la distingue de la surface commerciale utile en ce sens que cette dernière inclut certains espaces que la surface de vente n'englobe pas.